# Lawrence Bell
Lawrence Dale "Larry" Bell (5 de abril de 1894 - 20 de octubre, de 1956) fue un industrial norteamericano y fundador de Bell Aircraft Corporation. 

## Años tempranos
Bell nació en Mentone, Indiana viviendo allí hasta 1907, cuando su familia se trasladó a Santa Mónica (California). Se unió a su hermano mayor Grover y al piloto de pruebas Lincoln Beachey como mecánico en 1912. Grover Bell murió en un accidente de aviación en 1913 y Bell pensó en retirarse de la aviación por su bien; sin embargo ingresó a trabajar para la Glenn L. Martin Company después de que sus amigos lo convencieran de regresar a la industria aeronáutica. Se convirtió en vendedor de Martin a sus 20 años de edad y más tarde sería el Administrador general de la compañía.
Abandonó Martin el año 1928 para unirse a Consolidated Aircraft en Buffalo, New York, en algún momento convirtiéndose en vicepresidente y administrador general.

## Funda su propia compañía
Cuando Consolidated se mudó a San Diego, Bell se quedó en Buffalo fundando su propia compañía , la Bell Aircraft Corporation, el 10 de julio de 1935. Bell Aircraft construyó los Cazas P-39 Airacobra y P-63 Kingcobra durante la Segunda Guerra Mundial. Su P-59 Airacomet fue el primer jet construido para la U.S. Army Air Force, pero no fue muy exitoso ,no entrando en combate . En la Postguerra construyó el Bell X-1, el primer avión que quebró la barrera del sonido en vuelo nivelado. La compañía empezó a desarrollar helicópteros en 1941, con el Bell 30 que hizo su vuelo inaugural en 1943. Este modelo temprano se convirtió en el Bell 47, uno de los aeroplanos más reconocidos de la historia.
Por su rol en el primer vuelo supersónico del X-1 ganó en 1947 el Collier Trophy con el Piloto Chuck Yeager y John Stack, cinstífico investigador de la N.A.C.A. (hoy N.A.S.A.). Fue galardonado también con el premio de la Society of Automotive Engineers' , la medalla Daniel Guggenheim en 1944, y póstumamente fue elevado al National Aviation Hall of Fame en (1977), al Army Aviation Hall of Fame (1986), y al International Aerospace Hall of Fame (2004).

## Posguerra
La derrota de la Alemania nazi produce un influjo enorme de tecnología capturada dentro de la cual está el Messerschmitt P-1101 el cual es desarrollado en Estados Unidos como el Bell X-5 . Lawrence Bell se encuentra en el centro del Complejo Militar-Industrial y el lobby petrolero , el Grupo Suite 8-F .

## Miscelánea
- La Biblioteca pública Bell Memorial  en el hogar de Bell en Mentone, Indiana, fue construida con una donación de US$20,000 al pueblo ; fue nombrada así porque Bell pìdió el dinero para ser usado en un Memorial para sus padres.
- Mentone también es el sitio del Museo de Aviación Lawrence D. Bell , el cual muestra aspectos de su vida y de la historia de la aviación.
- En Hurst, L.D. Bell High School está en los terrenos que Bell donó al Distrito Escolar Independiente de Hurst-Euless-Bedford.
- Desde 1971, la Helicopter Association International ha dado el Premio internacional Lawrence D. Bell Memorial por excelencia en el manejo de la industria de helicópteros civiles.